# Tristán Suárez

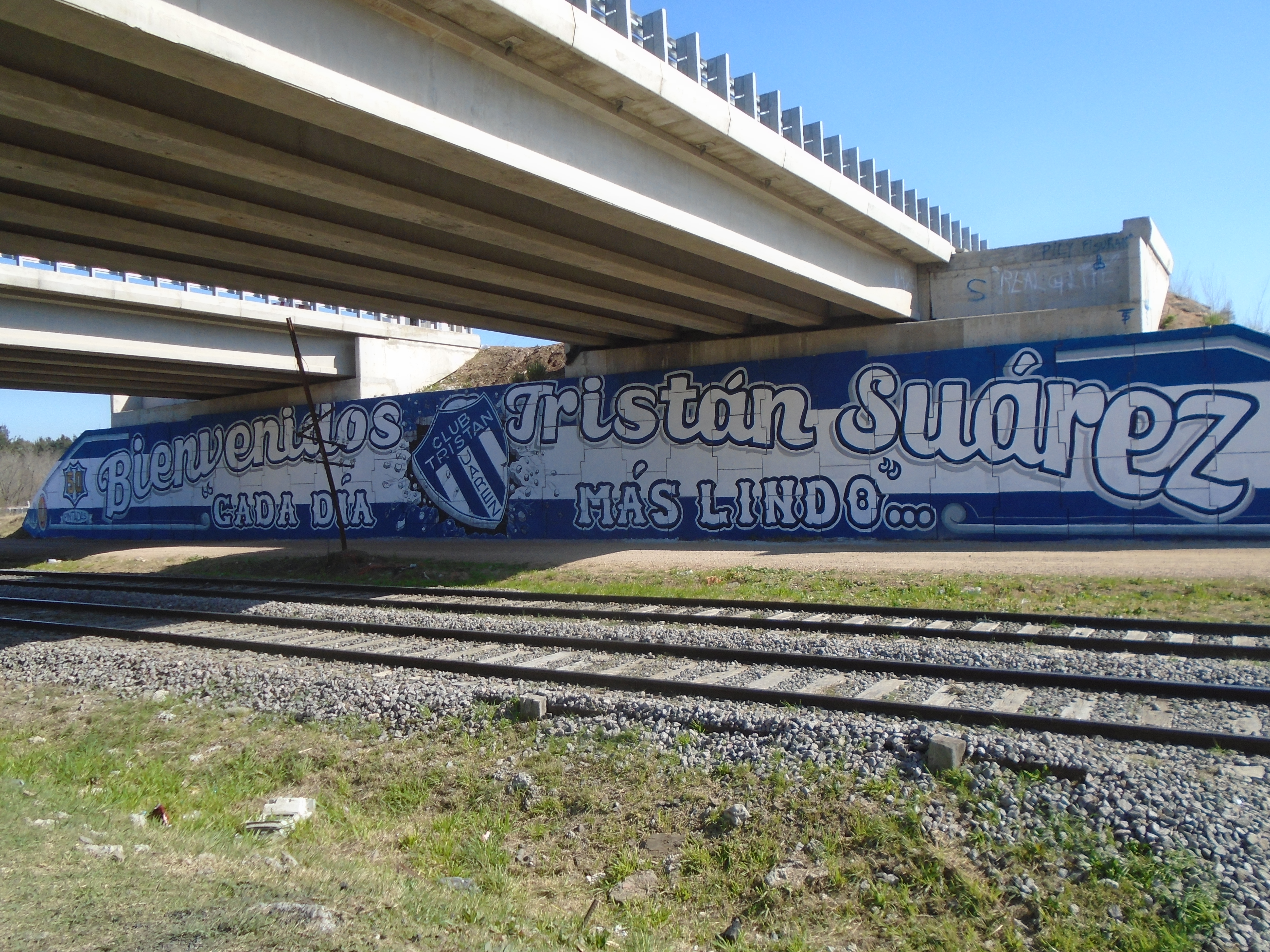
Acceso a Tristán Suárez por la Ruta Provincial 205. Mural N° 50 hecho por "Los Pibes del Pincel".

Tristán Suárez es una localidad del Gran Buenos Aires, Argentina, en el partido de Ezeiza de la provincia de Buenos Aires. Está situada en el sur del partido y es atravesada por la línea ferrocarril General Roca (LGR), por la RP 205 y las autopistas Ezeiza-Cañuelas y Presidente Perón

## Toponimia
Es en homenaje a Tristán Suárez, pionero donante de tierras al Ferrocarril del Sud para la Estación Ferroviaria. Estaba casado con Virginia Acosta, propietaria de un establecimiento de campo de la zona, trabajó en tareas rurales, abandonando su carrera militar, habiendo intervenido en campañas contra las naciones originarias en Río Negro, Chaco, y Entre Ríos.

## Historia

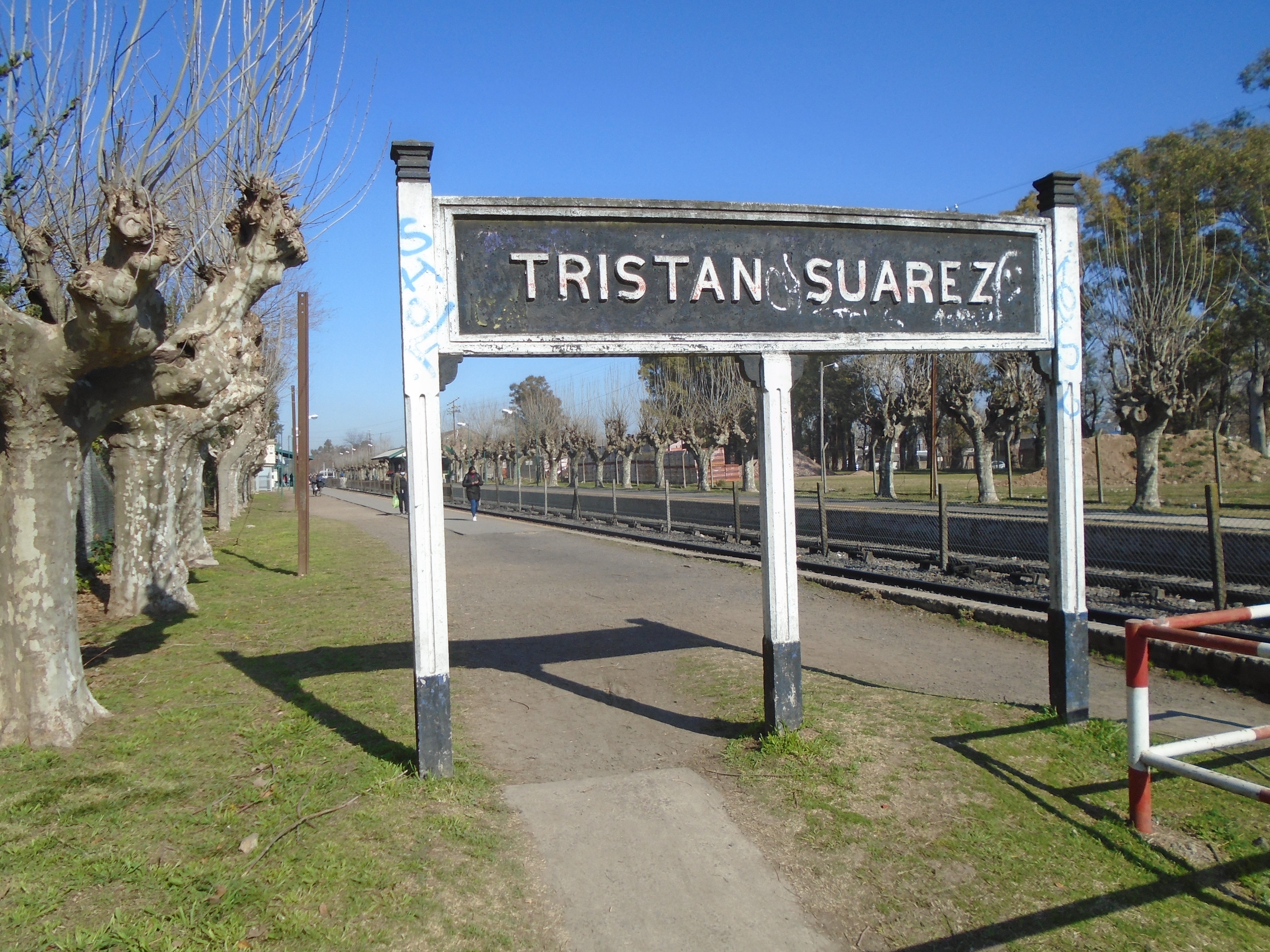
Estación Tristán Suárez, del Ferrocarril Roca, inaugurada en 1885.

- Estación Tristán Suárez, del Ferrocarril Roca, inaugurada en 1885.1500, el territorio del Partido de Ezeiza estaba habitado por la nación querandí, dedicadas a la caza y a la pesca.
- 1536, llega Pedro de Mendoza, comienza la lucha contra los pueblos originarios en todo el territorio bonaerense.
- 1580, se desaloja el territorio.
- 1588 comienza el reparto de las tierras.
- 1758 Juan Guillermo González y Aragón, bisabuelo del general doctor Manuel Belgrano, funda la "Estancia Los Remedios". Esta estancia albergó la 1.ª capilla de la zona, ubicada en las cercanías del Centro Atómico Ezeiza.
- 1767, llega Gerónimo Ezeiza, se casa con la nieta del célebre alcalde de Buenos Aires, Pedro de Barragán. y forma una amplia familia. Con los años, uno de sus descendientes, José María Ezeiza será propietario de una quinta en la zona
- 1885 Fallecido José María y también su hija, el yerno dona al Ferrocarril Oeste, el predio donde se levantara una estación con la condición de que lleve el nombre de José María Ezeiza. Las tierras ricas y fértiles se fraccionan, se forman chacras, quintas, poblaciones que crecen y se desarrollan con la llegada del FF.CC. El primer almacén de ramos generales perteneció al señor Oyanarte, donde a su vez funcionaba la estafeta de correo. La actividad tambera fue una de las principales actividades del incipiente pueblo y diariamente dos trenes cargados de tarros de leches partían a Buenos Aires para su comercialización.
- La "Estancia Los Remedios" perdura hasta 1945, cuando se expropia para construir el Aeropuerto Internacional de Ezeiza.
- 1885 se forman los pueblos de Tristán Suárez y de Ezeiza. Y se construye la 1.ª Estación Ferroviaria en terrenos donados por los Ezeiza, habilitándose en julio de 1885, cuando el Ferrocarril del Sud era de una empresa inglesa. El pueblo formaba parte del antiguo Partido de San Vicente. Y desde 1913 Ezeiza fue parte del Partido de Esteban Echeverría hasta diciembre de 1995, cuando asumen autoridades del nuevo Partido.
- 1888: cimbronazo a las 3.20 del 5 de junio por el terremoto del Río de la Plata de 1888

## Museo de Historia Regional
La ciudad cuenta con un Museo de Historia Regional, situado en la esquina de las calles Antonio Farina y Doctor Eustaquio Gómez. Se organizan visitas guiadas por las diferentes salas. El museo abre los días lunes, miércoles y viernes de 10 a 16, sábados y feriados de 10 a 12.
El museo cuenta con una colección de 5.000 objetos preservados, en doce salas:
- reconstrucción de "Almacén de Campaña" (carteleras, publicidades, frasquería, sifones, un automóvil Rugby 1924)
- "pioneros": imaginería de los estancieros británicos, cartas de mensura, Salas religiosas, elementos del Ferrocarril del Sud, herramientas, cocina de campo y muchas cosas más.
- ambientación de una alcoba de principios de siglo XX
- patio del siglo XIX
- archivos documental, fotográfico, fonológico
- visita y conferencias

El Museo posee un grupo de Teatro comunitario con personas que van desde los 8 a los 88 años, representando como se vivía en su localidad a principios del siglo XX, obra denominada "Pagos lecheros" en alusión a la importancia de dicha actividad en esta zona.

## Turismo
Entre sus atractivos más conocidos está el "Lago escondido".

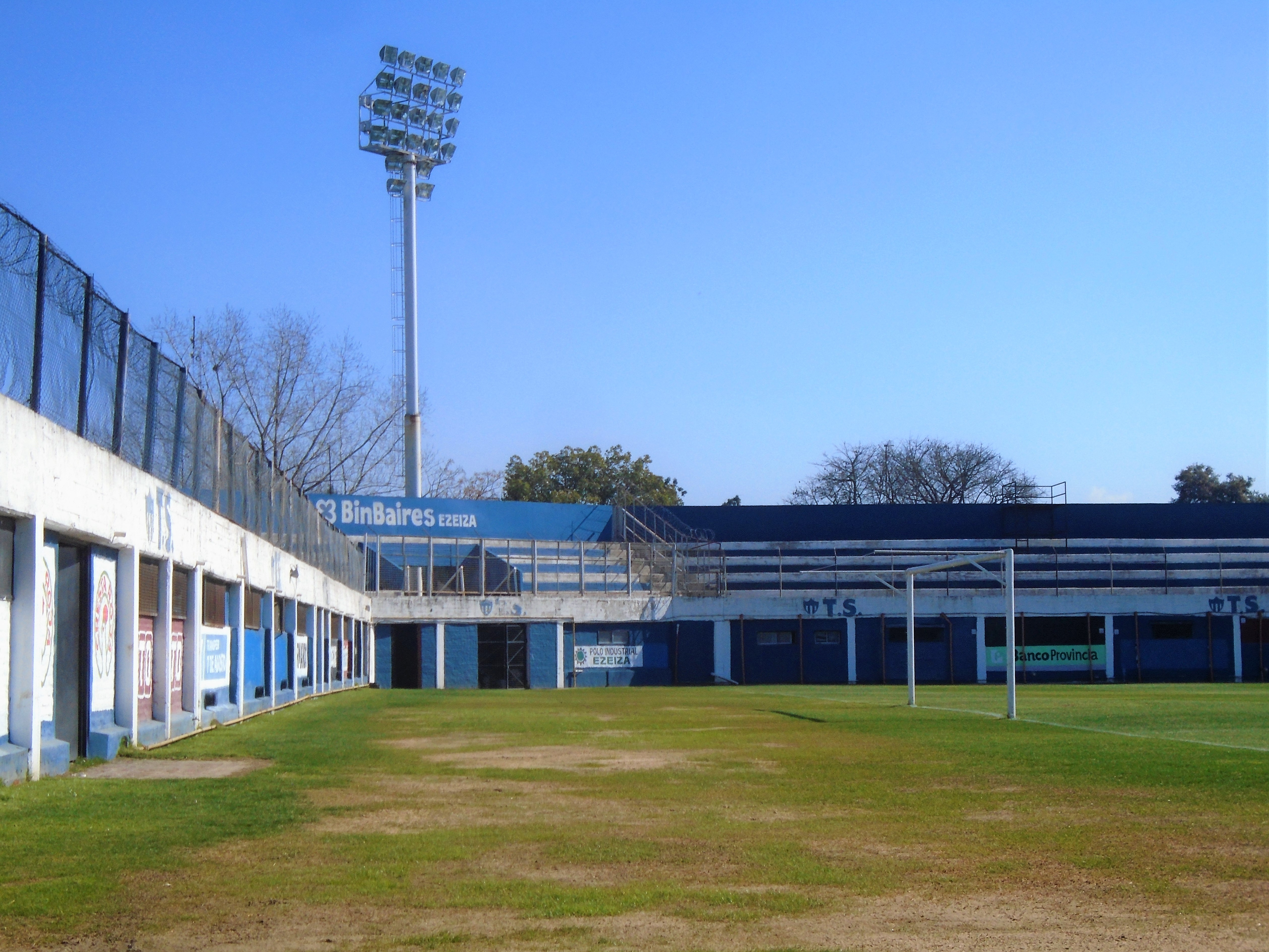
Estadio 20 de Octubre (Club Social y Deportivo Tristán Suárez).

## Deportes
El Club Tristán Suárez fue fundado el 8 de agosto de 1929. Su sede se encuentra en Moreno y Farina; el estadio 20 de octubre puede recibir 15.000 espectadores. Entre sus títulos locales se cuentan: Primera D 1975, Primera C Apertura 1994 y Primera B Metropolitana Apertura 1996 ,Final Reducido Primera B 2020.

## Sedes religiosas en Tristán Suárez
| Diócesis        | Lomas de Zamora    |
| --------------- | ------------------ |
| Parroquia       | Cristo Rey         |
| Salón del Reino | Testigos de Jehová |